# Riz Ponni

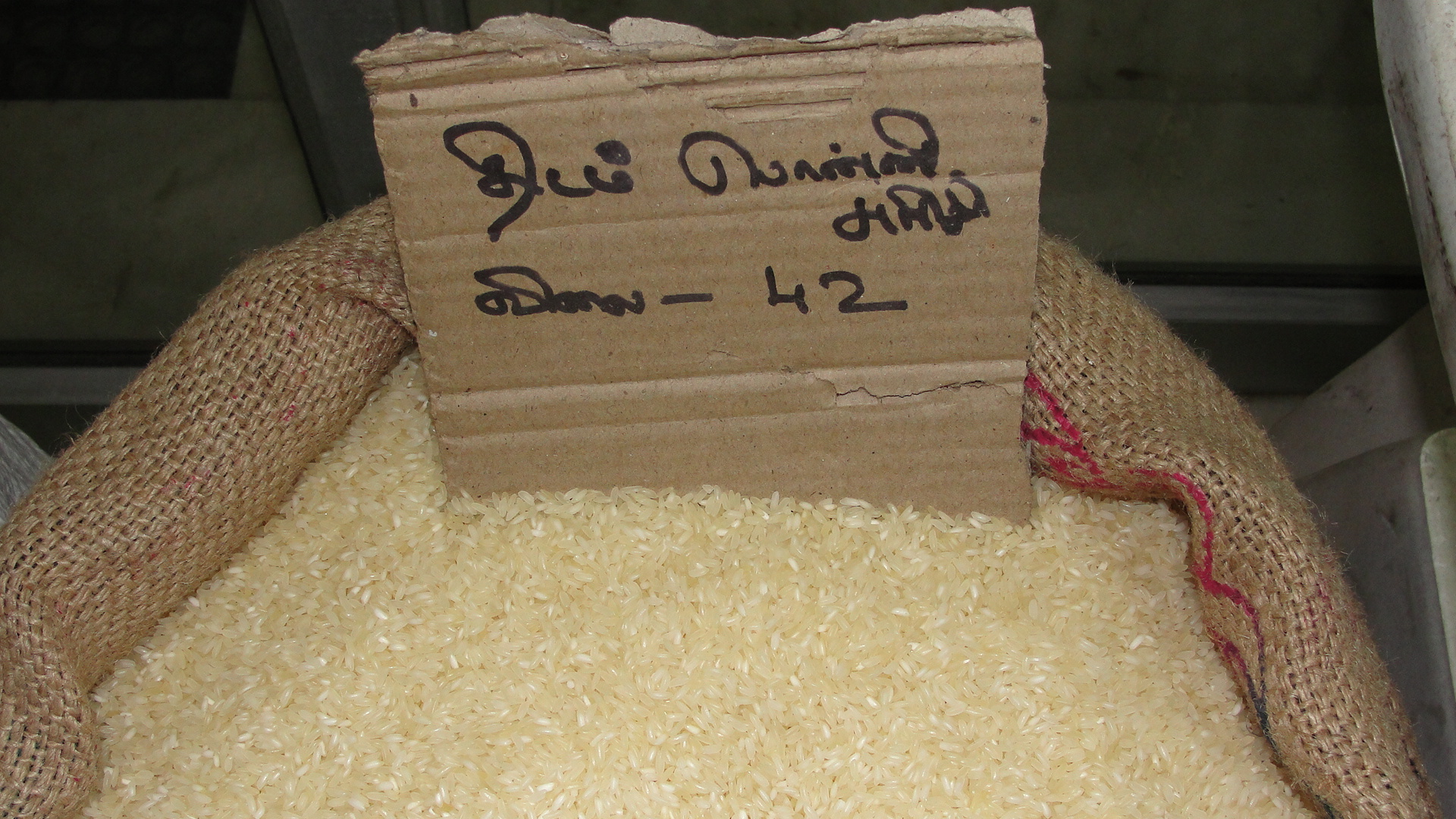
Un sac de riz Ponni

Le riz Ponni (பொன்னி அரிசி (Ponni arisi) en tamoul) est une variété de riz développée par l'Université agricole du Tamil Nadu en 1986, issue d'un croisement entre Taichung 65 (variété hybride originaire de Taïwan, cultivar japonica) et Myang Ebos 6080/2 (variété hybride originaire de Malaisie, cultivar indica),. Il est largement cultivé au Tamil Nadu, un État du sud de l'Inde. 
La variété serait nommée d'après le fleuve Cauvery, dont le nom antique « Ponni » était couramment employé dans la littérature tamoule. Ce riz est d'ailleurs principalement cultivé le long des rives de la Kaveri dans les régions d'Ariyalur, de Trichinopoly, et à son embouchure du delta de Tanjore. Il est aussi planté dans bon nombre d'autres secteurs du Tamil Nadu.
Le riz Ponni se caractérise par un grain moyen et communément vendu étuvé.

## Étymologie
Le mot Ponni (tamoul : பொன்னி), signifiant « D'Or » ou « Dorée » en tamoul littéraire, avait servi à désigner le fleuve Cauvery en référence aux dépôts sableux qu'il charrie.  
Le nom de Ponni peut être retrouvé dans celui de Ponniamman ou Ponni Amman (பொன்னியம்மன் en tamoul, littéralement « Déesse Ponni »), une déesse du riz dont le culte est prévalent dans les régions septentrionales de l'actuel Tamil Nadu (Vellore, Kanchipuram, Madras), où elle est encore particulièrement révérée par les riziculteurs durant le mois de Aadi (juillet-août). Cette divinité champêtre, au culte limité à ces régions situées pourtant hors du bassin versant de la Kaveri, tient son association au fleuve d'un mythe local affirmant la présence jadis d'un cours d'eau tributaire à celui-ci dans la région. Cette rivière mythique liée au Cauvery, était source de crainte pour les paysans, qui en redoutait les inondations et les imprévisibilités. 

## L'affaire de la marque déposéeTaj Mahal
En 2006, Syarikat Faiza Sdn Bhd, une société commerciale malaisienne, parvient à enregistrer l'appellation Ponni en tant que marque déposée en Malaisie. La firme qui vend au détail plusieurs variétés de riz importés d'Inde sous la marque Beras Taj Mahal, acquit ainsi un monopole dans la distribution de riz dit Ponni dans le marché malaisien,, où la demande est particulièrement élevée en raison de l'importante population d'origine sud-indienne (les Indiens de Malaisie) ou expatriée d'Inde (Les Non-Resident Indians),.     
Ce à quoi l'APEDA (l'Autorité indienne de développement des exportations de produits agricoles et transformés), l'Université agricole du Tamil Nadu (TNAU), des associations d'agriculteurs indiens et deux firmes concurrentes (dont une malaisienne) réagissent, en déposant une action en justice le 22 janvier 2010,.     
Le 17 août 2010, la Haute Cour de justice de Malaisie à Kuala Lumpur conclue la non-valabilité du droit de marque de Syarikat Faiza Sdn Bhd sur l'appellation Ponni, qui est reconnue non pas comme un terme créé par la firme, mais comme une appellation d'origine géographique pour un produit non exclusif à la firme.     